# Copa Real Federación Española de Fútbol 2010-11
La Copa Real Federación Española de Fútbol 2010-11 es la 18.ª edición de dicha competición española. Se disputa en dos fases, una entre equipos de la misma comunidad autónoma entre septiembre y noviembre dependiendo de la autonomía. La segunda fase es la fase nacional, en la que los campeones de cada comunidad se enfrentan a equipos eliminados de las primeras rondas de la Copa del Rey. Esta fase se jugó entre el 11 de noviembre de 2009 y el 7 de abril de 2010, con la participación de 35 equipos de Segunda B, Tercera y Regional. En esta competición, a diferencia de la Copa del Rey, pueden participar los filiales de los equipos siempre que no participe también el primer equipo. El campeón se clasificará para disputar la primera ronda de la Copa del Rey 2010-11, dependiendo de su clasificación en la liga.

## Equipos clasificados

### Campeón Actual
| - CD San Roque |

### Campeones regionales
| - Montañeros CF - Candás CF - Racing de Santander B - SD Lemona - CD Sabadell - Crevillente Deportivo - CD Las Rozas - Arandina CF - CD Ronda | - RCD Mallorca B - CD Marino - Caravaca CF - Jerez CF - CD Izarra - Haro Deportivo - Zaragoza B - UD Almansa |

### Eliminados de la Copa del Rey
| - SD Noja - Deportivo Alavés - SD Oyonesa - Benidorm CF - CD Denia - CF Gandia - Ontinyent CF - AD Parla - CD Leganés | - Burgos CF - CF Palencia - Atlético Mancha Real - CD Corralejo - CD Atlético Baleares - CD Badajoz - CD Izarra - La Roda CF - CD Puertollano |

## Previa
La primera ronda del torneo la disputaron 4 equipos. 2 clasificados como campeones regionales y 2 como eliminados de la Copa. La eliminatoria se decidió a ida y vuelta entre los días 11 de noviembre y 18 de noviembre de 2010.
En esta ronda se enfrentan entre sí equipos de la misma comunidad autónoma.
| Local        | Resultado global | Visitante   | Ida | Vuelta |
| ------------ | ---------------- | ----------- | --- | ------ |
| CD Corralejo | 5-2              | CD Marino   | 4-1 | 1-1    |
| Burgos CF    | 1-2              | Arandina CF | 0-0 | 2-1    |

## Dieciseisavos de final
Los dieciseisavos de final del torneo la disputaron 32 equipos. 2 clasificados por la ronda anterior y 30 clasificados exentos de la ronda anterior. La eliminatoria se decidió a ida y vuelta entre los días 23 de noviembre y 8 de diciembre de 2010.
| Local                 | Resultado global | Visitante             | Ida | Vuelta |
| --------------------- | ---------------- | --------------------- | --- | ------ |
| CF Palencia           | 2-1              | CD Izarra             | 2-1 | 0-0    |
| Jerez CF              | 3-2              | CD San Roque          | 1-0 | 2-2    |
| Atlético Mancha Real  | 2-4              | CD Ronda              | 0-3 | 2-1    |
| CD Corralejo          | 2-5              | RCD Mallorca B        | 2-3 | 2-0    |
| CD Atlético Baleares  | 1-1              | CD Sabadell           | 1-1 | 0-0    |
| SD Noja               | 3-4              | Racing de Santander B | 3-3 | 1-0    |
| Montañeros CF         | 3-2              | Candás CF             | 3-1 | 1-0    |
| Deportivo Alavés      | 3-1              | Arandina CF           | 3-1 | -      |
| Crevillente Deportivo | 1-1 (pen. 2-4)   | CF Gandia             | 1-0 | 1-0    |
| Ontinyent CF          | 2-0              | CD Denia              | 1-0 | 0-0    |
| Benidorm CF           | 3-3              | La Roda CF            | 1-1 | 2-2    |
| SD Oyonesa            | 0-5              | Zaragoza B            | 0-1 | 4-1    |
| Haro Deportivo        | 2-9              | SD Lemona             | 2-2 | 7-2    |
| Caravaca CF           | 3-2              | UD Almansa            | 3-1 | 1-0    |
| CD Las Rozas          | 1-1              | CD Leganés            | 1-1 | 0-0    |
| AD Parla              | 1-3              | CD Puertollano        | 0-0 | 3-1    |

El Deportivo Alavés quedó apeado por alineación indebida en Mendizorroza frente al Arandina CF.

## Octavos de final
La primera ronda del torneo la disputaron 16 equipos. Clasificados de la ronda anterior. La eliminatoria se decidió a ida y vuelta entre los días 11 de enero y 20 de enero de 2011.
| Local                 | Resultado global | Visitante             | Ida | Vuelta |
| --------------------- | ---------------- | --------------------- | --- | ------ |
| Arandina CF           | 1-1 (7-6 p)      | CD Leganés            | 1-0 | 1-0    |
| Montañeros CF         | 4-1              | CF Palencia           | 0-2 | 2-1    |
| SD Lemona             | 2-0              | Racing de Santander B | 2-0 | 0-0    |
| CD Sabadell           | 3-3              | Zaragoza B            | 3-1 | 2-0    |
| Benidorm CF           | 1-3              | Ontinyent CF          | 1-2 | 1-0    |
| Crevillente Deportivo | 1-2              | RCD Mallorca B        | 1-1 | 1-0    |
| CD Ronda              | 2-3              | CD Puertollano        | 1-1 | 2-1    |
| Caravaca CF           | 3-2              | Jerez CF              | 3-2 | 0-0    |

## Cuartos de final
Los cuartos del torneo la disputaon 8 equipos. Clasificados de la ronda anterior. La eliminatoria se decidió a ida y vuelta entre los días 2 de febrero y 9 de febrero de 2011.
| Local          | Resultado global | Visitante    | Ida | Vuelta |
| -------------- | ---------------- | ------------ | --- | ------ |
| Arandina CF    | 2-1              | Zaragoza B   | 0-0 | 2-1    |
| CF Palencia    | 3-4              | SD Lemona    | 2-3 | 1-1    |
| RCD Mallorca B | 3-6              | Caravaca CF  | 2-1 | 1-5    |
| CD Puertollano | 2-2              | Ontinyent CF | 1-0 | 1-2    |

## Semifinales
Las semifinales del torneo la disputarán 4 equipos. Clasificados de la ronda anterior. La eliminatoria se disputó a ida y vuelta entre los días 3 de marzo y 17 de marzo de 2011.
| Local          | Resultado global | Visitante   | Ida | Vuelta |
| -------------- | ---------------- | ----------- | --- | ------ |
| CD Puertollano | 3-1              | Arandina CF | 1-0 | 2-1    |
| Caravaca CF    | 2-2 (3-5 p)      | SD Lemona   | 2-0 | 2-0    |

## Final
La final del torneo la disputaon 2 equipos vencedores de semifinales. Se disputó los días 31 de marzo y el 14 de abril de 2011.
| Local          | Resultado global | Visitante | Ida | Vuelta |
| -------------- | ---------------- | --------- | --- | ------ |
| CD Puertollano | 4-3              | SD Lemona | 0-2 | 4-1    |

## Campeón
|                               |
| Campeón                       |
| CD Puertollano                |
| Bandera de Castilla-La Mancha |